# آنتون کوربین
آنتون کوربین (هلندی: Anton Corbijn؛ زادهٔ ۲۰ مهٔ ۱۹۵۵) کارگردان فیلم، کارگردان نماهنگ، عکاس و فیلم‌نامه‌نویس اهل هلند و ساکن انگلیس است . وی از سال ۱۹۷۹ میلادی تاکنون مشغول فعالیت بوده‌است.
از فیلم‌ها یا برنامه‌های تلویزیونی که وی در آن نقش داشته است می‌توان به زندگی و آمریکایی اشاره کرد.